# Kanton Avion
Kanton Avion (francouzsky Canton d'Avion) je francouzský kanton v departementu Pas-de-Calais v regionu Hauts-de-France. Tvoří ho čtyři obce. Před reformou kantonů 2014 ho tvořily dvě obce.

## Obce kantonu
od roku 2015:
- Acheville
- Avion
- Méricourt
- Sallaumines

před rokem 2015:
- Avion
- Méricourt